# جون أوسبورن (مغني أوبرا)
جون أوسبورن (بالإنجليزية: John Osborn)‏ هو مغني أوبرا أمريكي، ولد في 16 مايو 1972 في سيوكس سيتي في الولايات المتحدة.

## وصلات خارجية
- جون أوسبورن على موقع ميوزك برينز (الإنجليزية)
- جون أوسبورن على موقع أول ميوزيك (الإنجليزية)
- جون أوسبورن على موقع ديسكوغز (الإنجليزية)